# Парадокс туннельного эффекта
Парадокс туннельного эффекта — утверждение о том, что способность микрочастиц проходить через потенциальный барьер с высотой, большей их полной энергии, якобы противоречит закону сохранения энергии. Для выполнения закона сохранения энергии в этом случае, кинетическая энергия частиц якобы должна быть отрицательной.
Физический подход к объяснению парадокса базируется на том, что, вследствие неопределённости координаты частицы в процессе её прохождения через барьер, равной его ширине, как результат принципа неопределённости, возникает неопределённость в проекции импульса {\displaystyle p} на направление туннелирования {\displaystyle x} и её кинетической энергии {\displaystyle [\Delta T]}, так, что {\displaystyle [\Delta T]>(U_{m}-E)}, где {\displaystyle U_{m}} — максимальная высота барьера, {\displaystyle E} — полная энергия частицы. Поэтому нарушения закона сохранения энергии не происходит. Для простоты считаем, что частица движется только вдоль оси {\displaystyle x} (то есть что {\displaystyle y}- и {\displaystyle z}- компонент нет).

## Формулировка парадокса
Рассмотрим частицу массой {\displaystyle m} с полной энергией {\displaystyle E}, проходящую через потенциальный барьер с высотой {\displaystyle U_{m}}. Пусть полная энергия частицы меньше высоты потенциального барьера {\displaystyle E<U_{m}}. Полная энергия частицы равна сумме кинетической и потенциальных энергий {\displaystyle E={\frac {p^{2}}{2m}}+U(x)}. Тогда в области, где высота потенциального барьера больше полной энергии частицы {\displaystyle U(x)>E}, кинетическая энергия должна быть отрицательной {\displaystyle T={\frac {p^{2}}{2m}}<0}.

## Объяснение парадокса
Представление полной энергии частицы в виде суммы потенциальной и кинетической энергий имеет в квантовой механике иной смысл, чем для классической материальной точки. Использование формулы {\displaystyle E={\frac {p^{2}}{2m}}+U(x)} означает, что мы одновременно знаем величину потенциальной {\displaystyle U(x)} и кинетической {\displaystyle T={\frac {p^{2}}{2m}}} энергии. Но для знания кинетической энергии необходимо точно знать импульс {\displaystyle p}, а для потенциальной энергии — координату {\displaystyle x} частицы, что запрещено принципом неопределённости {\displaystyle [\Delta x]\,[\Delta p]\geqslant {\frac {\hbar }{2}}} (где {\displaystyle [\Delta x]} и {\displaystyle [\Delta p]} — неопределённости измерения координаты и импульса, {\displaystyle \hbar } — редуцированная постоянная Планка). Следовательно, чёткое разделение полной энергии на две составляющие в квантовой механике невозможно — и утверждение о таком-то точном значении кинетической энергии становится неправомерным.
Теперь осталось лишь выяснить, можно ли в результате измерения координаты частицы обнаружить её внутри потенциального барьера и при этом установить, что её полная энергия меньше энергетической высоты барьера.
Из формулы для туннельного эффекта следует, что частицы проникают внутрь потенциального барьера главным образом лишь на расстояние {\displaystyle l}, определяемое из приближённого равенства {\displaystyle {\frac {2}{\hbar }}{\sqrt {2m{\left(U_{m}-E\right)}}}l\approx 1}. Чтобы обнаружить частицу внутри потенциального барьера, мы должны измерить её координату с точностью порядка глубины её проникновения {\displaystyle [\Delta x]\sim l}. Но тогда вследствие принципа неопределённости импульс частицы приобретает дисперсию {\displaystyle [\Delta p]^{2}\geqslant {\frac {\hbar ^{2}}{4[\Delta x]^{2}}}={\frac {\hbar ^{2}}{4l^{2}}}}. В результате получаем {\displaystyle {\frac {[\Delta p]^{2}}{2m}}\geqslant U_{m}-E}.
Итак, вследствие неопределённости координаты частицы в процессе её прохождения через барьер, как результат принципа неопределённости, возникает неопределённость проекции импульса на направление туннелирования, что увеличивает кинетическую энергию частицы на величину, требуемую для прохождения барьера {\displaystyle U_{m}}.